# Lombardijska smeđa žaba
Lombardijska smeđa žaba (latinski: Rana latastei), poznata i pod nazivom Latasteova žaba, vrsta je žaba iz porodice Ranidae. Vrsta je podrijetlom iz južne Europe. 

## Etimologija
Specifično ime, latastei, dobila je u čast francuskog herpetologa Fernanda Latastea.

## Opis
Lombardijska smeđa žaba može doseći duljinu od 7,5 cm. Grlo je tamno, sa svijetlom uskom središnjom prugom.

## Raspostranjenost
Lombardijska smeđa žaba endemska je vrsta sjeverne Italije, južne Švicarske, Slovenije, a u Hrvatskoj se može naći u unutrašnjosti Istre. U Italiji su prisutne u Lombardiji, Veneciji, Pijemontu i Furlansko-Julijskoj krajini, a u posljednja dva područja ima ih najviše. Njegova rasprostranjenost uglavnom slijedi kroz ravnice i pritoke rijeke Po.

## Stanište
Lombardijska smeđa žaba izrazito je nizinska vrsta i rijetko se pojavljuje na visini od 400 m, samo seže do nižeg podnožja planina, gdje hladnija klima utječe na razvoj ličinka. Lombardijska smeđa žaba nastanjuje se ispod hrasta i graba, u šumama, i priobalnim šuma, gdje ih se može naći kod bijelelih topola i bijelih vrba.

## Reprodukcija
Između kraja veljače i sredine travnja, mužjaci i ženke okupljaju se na prostorima za parenje. Aktivnosti razmnožavanja događaju se u malim stalnim ili privremenim vodenama s bogatom vegetacijom ili potopljenim biljnim materijalom, kao što su ribnjaci, rovovi ili poplavne lokve. Minimalna temperatura vode za taloženje jaja treba biti 2 °C, a jaja se izlegu nakon 10 do 15 dana. Kao i kod ostalih europskih žaba, metamorfoza završava nakon otprilike 3 mjeseca. Ženke napuštaju mjesto razmnožavanja odmah nakon mrijesta, dok mužjaci i mladunci ostaju tamo do 5 tjedana.

## Status zaštite
IUCN navodi ovu vrstu kao ranjivu (VU). Glavne prijetnje uključuju uništavanje i fragmentaciju staništa, jer je visoko prilagođeno poplavnim šumama sliva rijeke Po. Kako bi se poboljšala zaštita ove vrste, u Italiji je predloženo nekoliko zaštićenih područja, a punoglavci su uzgojeni i premještena na sigurnija mjesta.